# مملكة بزوغ القمر
مملكة بزوغ القمر (بالإنجليزية: Moonrise Kingdom)‏ هو فيلم رومانسية وكوميديا ودراما أمريكي، صدر في 2013، من إخراج ويس أندرسون الذي كتبه مع رومان كوبولا. تدور أحداث الفيلم حول جزيرة قبالة سواحل نيو أنجلاند من شهر أبريل حتى يونيو في عام 1960، حيث يقع صبي وفتاة يبلغان من العمر اثنتى عشرة عاما، في حب بعضهما ويتفقا سرا على الهرب معا، وينتج عن ذلك غضب عارم في الجزيرة وتنقلب أحوالها رأسا على عقب وتحاول السلطات المختلفة تعقبهما.
عند صدوره، استقبل الفيلم بإشادة كبيرة من النقاد وحقق نجاح تجاري كبيرة. رشح لجائزة الأوسكار لأفضل سيناريو أصلي.

## طاقم التمثيل
- جاريد غيلمان بدور سام شاكوسكي
- كارا هايوارد بدور سوزي بيشوب
- بروس ويليس بدور الكابتن دافي شارب
- إدوارد نورتون بدور الكشاف ماستر راندي وارد
- بيل موري بدور والت بيشوب
- فرانسيس مكدورماند بدور لورا بيشوب
- تيلدا سوينتون بدور موظفة الخدمات الاجتماعية
- جيسن شوارتزمن بدور ابن العم "بن"

## الاستقبال النقدي
استقبل الفيلم بإشادة كبيرة من النقاد، حيث حصل على موقع الطماطم الفاسدة على 94% بناءً على 223 مراجعة. على ميتاكريتيك حاصل على متوسط تقييم 84% بناءً على 43 مراجعة.

## روابط خارجية
- مملكة بزوغ القمر على موقع IMDb (الإنجليزية)
- مملكة بزوغ القمر على موقع ميتاكريتيك (الإنجليزية)
- مملكة بزوغ القمر على موقع الموسوعة البريطانية (الإنجليزية)
- مملكة بزوغ القمر على موقع روتن توميتوز (الإنجليزية)
- مملكة بزوغ القمر على موقع نتفليكس (الإنجليزية)
- مملكة بزوغ القمر على موقع قاعدة بيانات الأفلام العربية
- مملكة بزوغ القمر على موقع ألو سيني (الفرنسية)
- مملكة بزوغ القمر على موقع Turner Classic Movies (الإنجليزية)
- مملكة بزوغ القمر على موقع أول موفي (الإنجليزية)
- مملكة بزوغ القمر على موقع بوكس أوفيس موجو (الإنجليزية)